# N. Simrock
N. Simrock (en alemán Musikverlag N. Simrock, Simrock Verlag, o simplemente Simrock) era una editora alemana de música fundada por Nikolaus Simrock que publicó muchos de las obras de compositores alemanes del siglo XIX. Fue adquirida en 1929 por Anton J. Benjamin.
La firma fue fundada en 1793 por Nikolaus Simrock en Bonn. Su hijo Peter Joseph la expandió en el siglo XIX, y en 1870 su hijo menor Fritz la trasladó a Berlín. Su sobrino Hans Simrock dirigió posteriormente la compañía, y en 1907 compró otra editora de música, Bartolf Senff de Leipzig. En 1911 la compañía fue fusionada con la editoria de Albert Ahn para formar Ahn & Simrock, con sede en Bonn y Berlín, pero luego se separaron. En 1929 fue vendida al editor de Leipzig Anton J. Benjamin, la cual fue fundada nuevamente en 1951 en Hamburg y comprada por Boosey & Hawkes en 2002. Muchos de los archivos y planchas de la compañía se perdieron en la Segunda Guerra Mundial y tuvieron que ser reproducidos a partir de ediciones antiguas. Los archivos restantes se conservan actualmente en la Sächsische Landesbibliothek – Staats- und Universitätsbibliothek Dresden (SLUB) de Leipzig, pero algún material fue dispersado en los años 1990 y comienzos del 2000.
La compañía fue la primera editora de nombres importantes de la música clásica, incluyendo a Wolfgang Amadeus Mozart (con lo que debió haber sido la copia manuscrita de La flauta mágica), Joseph Haydn, Ludwig van Beethoven (13 primeras ediciones), Robert Schumann (incluyendo su Tercera sinfonía), Johannes Brahms, Felix Mendelssohn (con obras tales como sus oratorios Elias y Paulus), Max Bruch (incluyendo su Concierto para violín n.º 1), Antonín Dvořák y Josef Suk.